# Annica Hansen

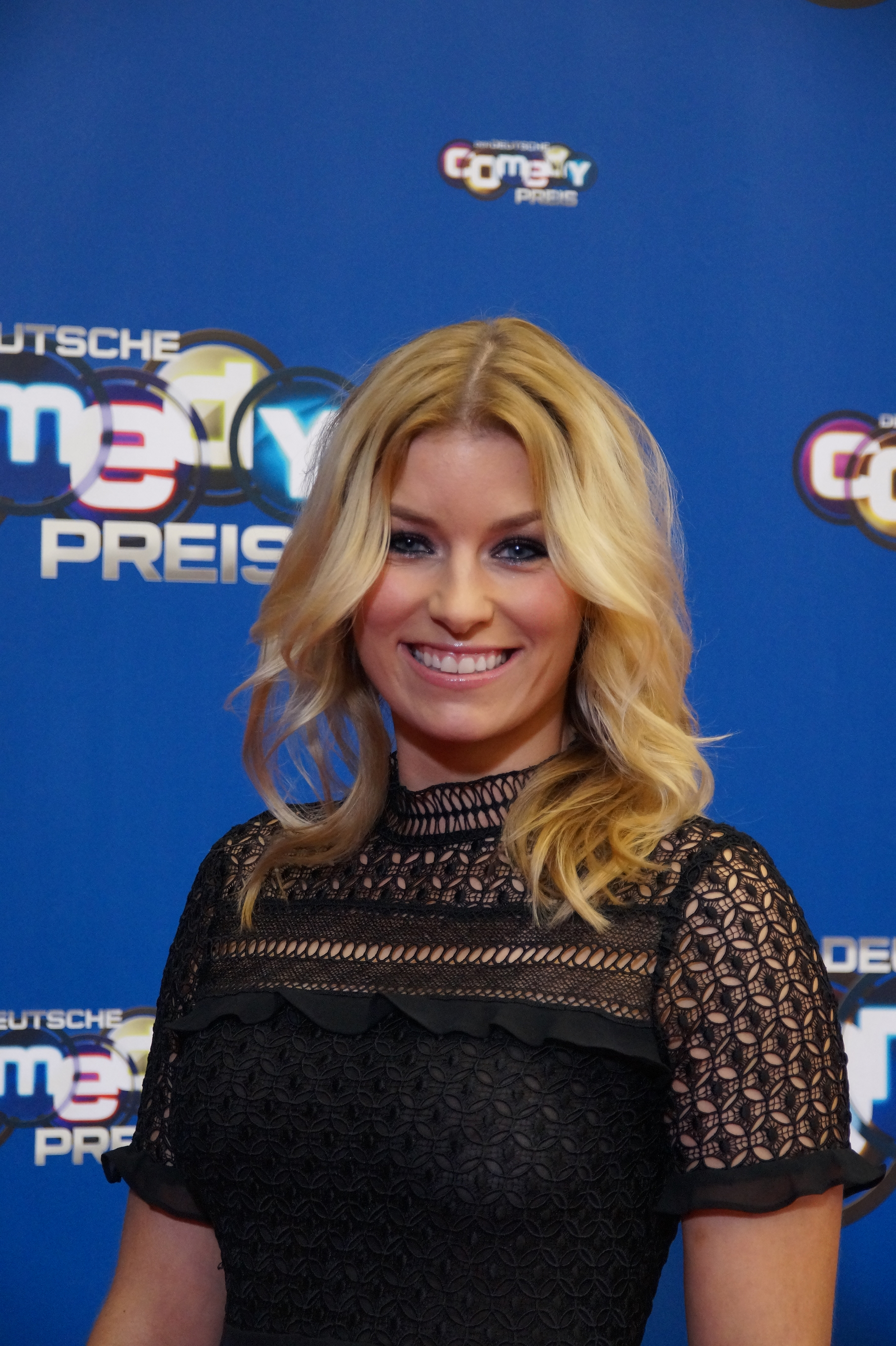
Annica Hansen beim Comedypreis 2016 in Köln

Annica Hansen (* 16. Oktober 1982 in Duisburg) ist eine deutsche Moderatorin, die unter anderem in verschiedenen Formaten des Fernsehens tätig war. Darüber hinaus ist Hansen in verschiedenen Social-Media-Plattformen aktiv, sie stellt beispielsweise auf YouTube Aspekte des Pferdesports dar.

## Leben
Hansen wuchs in Tönisvorst auf und zog während ihrer Schulzeit nach Krefeld. Mit 18 Jahren begann sie ihre Tätigkeit als Model und zog nach dem Abitur nach Köln. Sie arbeitete neben ihrem Mathematik- und „Textile and Clothing Management“-Studium als Model für Werbung und Kataloge. 2004 stand sie das erste Mal vor der Fernsehkamera und wirkte als Sporttrainerin in der Sat.1-Show Kämpf um Deine Frau mit. Gleichzeitig nahm sie Sprechunterricht. Sie trat 2005 und 2006 als Nebendarstellerin in Verbotene Liebe und Unter uns auf.
Sie war außerdem im März 2006 als eine von „Deutschlands schönsten Studentinnen“ im deutschen Playboy zu sehen und dann wieder im Juli 2006 als Playmate des Monats sowie in der September-Ausgabe 2012 der deutschen FHM kurz nach dem Start ihrer Talkshow.
Nachdem sie zwischen 2004 und 2006 in mehreren Beiträgen für diverse Boulevardmagazine, wie z. B. Blitz oder taff, zu sehen war und 2008 auch für das DSF-Format Männer TV vor der Kamera stand, war sie 2010 für das Sat.1-Magazin als Reporterin tätig und arbeitet seit 2010 ebenfalls als Reporterin für die ProSieben-Sendung Galileo. Hier ist sie vor allem in den Rubriken Fake Check, Extrem und im Zuschauer-Experiment zu sehen. Es folgten zahlreiche weitere Auftritte als Moderatorin von Fernsehsendungen, unter anderem für ProSieben, ZDF Neo, Sat.1 und Sport1. Außerdem moderiert Hansen auf öffentlichen Veranstaltungen. Ihre gescriptete Talkshow Annica Hansen – Der Talk (2012) auf Sat.1 wurde nach zwei Wochen eingestellt. 2014 nahm sie bei der Wok-WM teil und gewann bei Schlag den Star gegen Larissa Marolt. Im März 2019 veröffentlichte sie ihr Buch #Ponyliebe: Mein Leben mit den Pferden".
Im Juni 2012 begann Hansen Webvideos auf YouTube zu veröffentlichen. Ihr dortiger Kanal hat rund 212.000 Abonnenten (Stand Mai 2021).

## Filmografie (Auswahl)

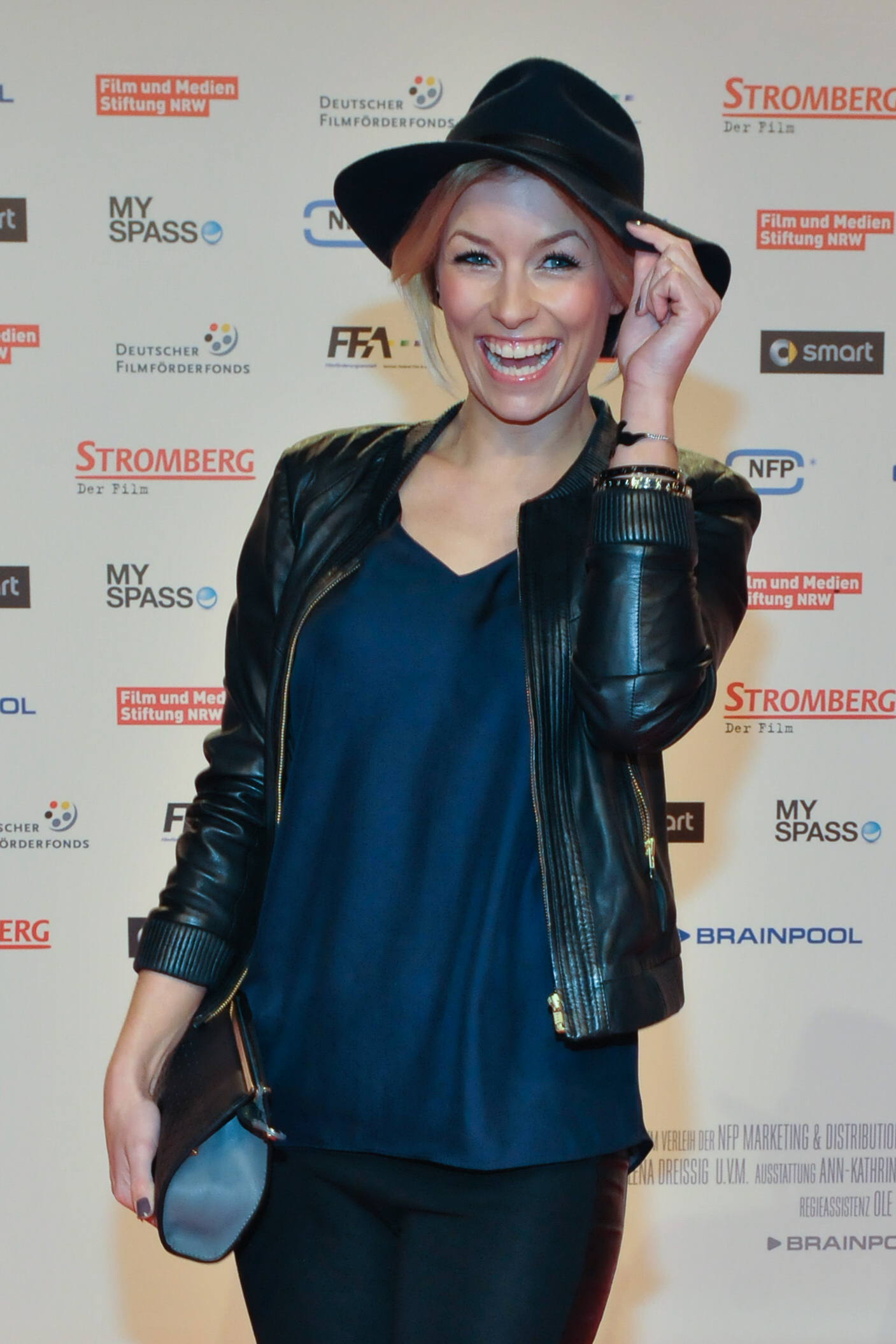
Annica Hansen (2014)

- 2004: Life’s a Bitch (Musikvideo Motörhead)[4]
- 2004: Kämpf um Deine Frau (als Sporttrainerin)
- 2005: Verbotene Liebe
- 2006: Unter uns
- 2008: Männer TV (als Moderatorin)
- 2010: Sat.1-Magazin (als Reporterin)
- seit 2010: Galileo (als Reporterin)
- 2011: Das Model und der Freak – Falling in Love (als Moderatorin)
- 2011: Das perfekte Promi-Dinner (als Kandidatin)
- 2011–2012: REITTV – Das Pferde- und Reitsportmagazin (als Moderatorin)
- 2011–2015: TV total Turmspringen (als Kandidatin)
- 2011: Race of Champions (als Co-Reporterin)
- 2012 / 2014: TV total (als Gast)
- 2012: Annica Hansen – Der Talk (als Moderatorin)
- 2012: ADAC GT Masters, Nürburgring (als Co-Reporterin)
- 2013: Wie werd’ ich …? (als Moderatorin)
- 2013: Elton zockt – Live (als Außenreporterin und Moderatorin)
- 2013–2014: Teuer oder Billig – wir testen die Besten! (als Außenreporterin)
- 2014: taff-Wochenserie (als Moderatorin)
- 2014: TV total Wok-WM (als Kandidatin)
- 2014: Keep Your Light Shining (als Moderatorin)
- 2014: Schlag den Star (als Kandidatin)
- 2014: TV total Stock Car Crash Challenge (als Kandidatin)
- 2014: Willkommen bei Mario Barth (als Gast)
- 2015: Traumhotels (als Moderatorin)
- 2015: TUI Hotspot (als Moderatorin)
- 2016: Die große ProSieben Völkerball Meisterschaft 2016 (als Kandidatin)
- 2017: Promi Shopping Queen (als Kandidatin)

## Werke
- #Ponyliebe: Mein Leben mit den Pferden, Franckh-Kosmos-Verlag 2019. ISBN 978-3-440-16095-4.
- #Ponyliebe: Mein Leben in 33 Listen, Kosmos-Verlag 2021.